# IBM 702

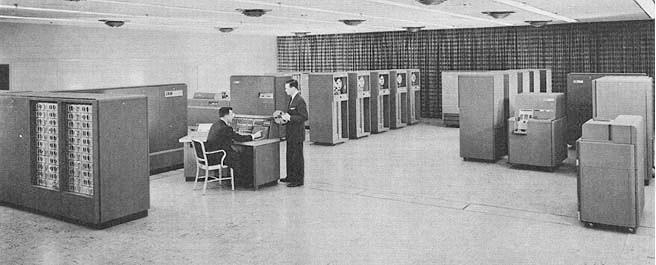
IBM 702 system: De gauche à droite, la mémoire à tubes de Williams, le processeur, l'imprimante, la console système, le contrôleur de l'imprimante, le contrôleur des dérouleurs de bandes magnétiques, cinq dérouleurs de bandes magnétiques, le tambour magnétique, cinq dérouleurs de bandes magnétiques, le lecteur de cartes, la perforatrice de cartes, le contrôleur du lecteur et de la perforatrice de cartes.

L'IBM 702 était un ordinateur construit par IBM en réponse au UNIVAC I, le premier ordinateur muni de dérouleurs de bandes magnétiques. Ces machines, ayant moins de puissance de calcul que le IBM 701 et le ERA 1103, étaient destinées à une utilisation commerciale.
Le système utilisait une mémoire électrostatique constituée de :
- 14, 28, 42, 56, ou 70 tubes de Williams d'une capacité de 1000 bits chacun donnant une mémoire de 2000 à 10 000 caractères de 7 bits ;
- 14 tubes de Williams d'une capacité de 512 bits chacun donnant deux accumulateurs de 512 caractères.

Un système complet comprenait les composantes suivantes :
- le processeur IBM 702 ;
- le lecteur de cartes IBM 712 ;
- le contrôleur du lecteur de cartes IBM 756 ;
- l'imprimante IBM 717 ;
- le contrôleur d'imprimante IBM 757 ;
- la perforatrice de cartes IBM 722 ;
- le contrôleur de la perforatrice de carte IBM 758 ;
- des dérouleurs de bandes magnétiques IBM 727 ;
- le contrôleur de dérouleurs de bandes magnétiques IBM 752 ;
- le tambour magnétique IBM 732.

Le 702 a été annoncé le 25 septembre 1953 et retiré le 1er octobre 1954. Par contre, le premier exemplaire n'a été installé qu'en juillet 1955.
Le successeur du 702 dans la série IBM 700/7000 a été l'IBM 705 qui a marqué la transition à la mémoire à tores magnétiques.